# Everything Now
Everything Now é o quinto álbum de estúdio da banda canadense de rock Arcade Fire, lançado em julho de 2017 pela gravadora Columbia Records.
Gravado entre os anos de 2016 e 2017, o disco foi produzido pela própria banda em parceria com Markus Dravs, Thomas Bangalter e Steve Mackey. Como prévia do álbum, o single "Everything Now" foi liberado nas plataformas digitais no início de junho de 2017.

## Faixas
| N.º            | Título                       | Duração |  |
| 1.             | "Everything_Now (Continued)" | 0:46    |  |
| 2.             | "Everything Now"             | 5:03    |  |
| 3.             | "Signs of Life"              | 4:36    |  |
| 4.             | "Creature Comfort"           | 4:43    |  |
| 5.             | "Peter Pan"                  | 2:48    |  |
| 6.             | "Chemistry"                  | 3:37    |  |
| 7.             | "Infinite Content"           | 1:37    |  |
| 8.             | "Infinite_Content"           | 1:41    |  |
| 9.             | "Electric Blue"              | 4:02    |  |
| 10.            | "Good God Damn"              | 3:34    |  |
| 11.            | "Put Your Money on Me"       | 5:53    |  |
| 12.            | "We Don't Deserve Love"      | 6:29    |  |
| 13.            | "Everything Now (Continued)" | 2:22    |  |
| Duração total: | Duração total:               | 47:11   |  |

## Desempenho nas tabelas musicais
| Paradas (2017)                          | Melhor posição |
| --------------------------------------- | -------------- |
| Alemanha (Offizielle Deutsche Charts)   | 5              |
| Austrália (ARIA)                        | 2              |
| Áustria (Ö3 Austria Top 40)             | 4              |
| Bélgica (Ultratop Valônia)              | 1              |
| Bélgica (Ultratop Flandres)             | 1              |
| Canadá (Billboard)                      | 1              |
| Dinamarca (Hitlisten)                   | 17             |
| Escócia (Official Scottish Albums)      | 1              |
| Espanha (PROMUSICAE)                    | 2              |
| Estados Unidos (Billboard 200)          | 1              |
| Estados Unidos (Top Alternative Albums) | 1              |
| Estados Unidos (Top Rock Albums)        | 1              |
| Finlândia (Suomen virallinen lista)     | 30             |
| França (SNEP)                           | 3              |
| Hungria (MAHASZ)                        | 26             |
| Irlanda (IRMA)                          | 1              |
| Itália (FIMI)                           | 5              |
| Noruega (VG-lista)                      | 11             |
| Nova Zelândia (RMNZ)                    | 15             |
| Países Baixos (Dutch Charts)            | 2              |
| Polónia (ZPAV)                          | 14             |
| Portugal (AFP)                          | 1              |
| Reino Unido (Official Albums Chart)     | 1              |
| República Tcheca (ČNS IFPI)             | 10             |
| Suécia (Sverigetopplistan)              | 18             |
| Suíça (Schweizer Hitparade)             | 2              |